# Гурон (графство, Онтаріо)
Графство Гурон (англ. Huron County) — графство у провінції Онтаріо, Канада. Графство є переписним районом та адміністративною одиницею провінції.
Графство розташовано на південно-східному березі однойменного озера Гурон, адміністрація графства знаходиться в містечку Годеріч.

## Адміністративний поділ
- "Ашфілд-Колборн-Ваванош (англ. Ashfield–Colborne–Wawanosh)
- Блювотер (англ. Bluewater)
- Центр-Гурон (англ. Central Huron)
- Говик (англ. Howick)
- Гурон-Іст (англ. Huron East)
- Моріс-Турнбері (англ. Morris-Turnberry)
- Норт-Гурон (англ. North Huron)
- Сауз-Гурон (англ. South Huron)